# Wilhelm Friedrich Adolph Gerresheim
Wilhelm Friedrich Adolph Gerresheim (* 21. Juni 1742 in Zossen; † 5. Februar 1814 in Dresden) war ein deutscher Naturforscher und Arzt. 

## Leben
Angeregt durch seinen Jugendfreund Peter Simon Pallas während eines gemeinsamen Aufenthalts an der Universität Leiden
widmete sich Gerresheim fortan der Erforschung und Sammlung von Zoophyten. Seine Korallensammlung, die er 1810 dem Zoologischen Museum der Universität zu Berlin zu seiner Gründung vermachte, galt seinerzeit als die schönste und geordnetste ihrer Art.
Mit der königlichen Naturaliensammlung und den Privatsammlungen von Johann Centurius von Hoffmannsegg und Johann Friedrich Wilhelm Herbst bildete sie den Grundstock der zoologischen Sammlungen der Universität. Zum Dank für das Legat erhielt Gerresheim den Titel eines Königlich preußischen Hofrats und am 2. November 1810 gemeinsam mit Hoffmannsegg den roten Adlerorden dritter Klasse verliehen.
Nach seiner Promotion zum Dr. med. am 28. September 1764 in Leiden, reiste Gerresheim durch England und Frankreich und ließ sich schließlich 1770 als praktischer Arzt in Dresden nieder, wo er auf Vermittlung von Christian Heinrich Hänel als Leibarzt des Herzogs von Kurland Karl von Sachsen (1733–1796) fungierte.
Gerresheim war auswärtiges Mitglied der Gesellschaft Naturforschender Freunde zu Berlin, deren Ehrenmitglied er 1803 wurde.
1775 kam Gerresheim durch die Ehe mit Sophie Friederike geb. Schäffer (* 1. April 1750 in Dresden; †  5. Juli 1833 ebenda) in den Besitz des Rittergutes Krakau, Sella und Zochau. An der Krakauer Kirche erinnerte ein Grabdenkmal an Gerresheim und seine Frau.

## Schriften
- De Sanitate cuivis homini propria. Georg Wishoff, Lugduni Batavorum 1764 (Volltext in der Google-Buchsuche).